# 2023년 마라케시사피 지진
2023년 마라케시사피 지진은 2023년 9월 8일 23시 11분 모로코 마라케시사피 지방에서 발생한 지진이다. 지진의 진원지는 마라케시 남서쪽 71.8km, 아틀라스 산맥의 이길 마을 근처이다. 규모는 Mww6.8이며, 수정 메르칼리 진도 계급 기준 최대진도는 IX를 관측했다. 이 지진은 산맥 바로 아레 얕은 곳에 있는 역단층에서 발생했다. 2,946명 이상이 사망하였으며, 대부분은 마라케시 외곽 지역에서 발생했다. 광범위한 피해가 발생했다. 마라케시의 건물과 역사적 명소가 손상되었다. 이번 지진은 스페인, 포르투갈, 모리타니, 알제리에서도 감지됐다.
이번 지진으로 2,960명이 사망했으며 1960년 이후 모로코 역사상 사상자수가 가장 많은 지진으로 집계되었다. 세계 보건 기구(WHO)는 마라케시와 인근 지역 주민 30만명이 지진 피해를 입었다고 추산했다. 지진 발생 다음날부터 전 세계 각국이 모로코를 지원하겠다고 발표했으며, 모로코도 3일간 국가 애도 기간을 가지겠다고 선포했다.

## 지질학적 구조
모로코는 아프리카판과 유라시아판 사이 경계 가까이에 있으며, 모로코 북쪽에는 아조레스-지브롤터 변환단층이 지난다. 이 변환단층은 우수향 주향변환단층인데 동쪽 끝에서 주향제압(Transpression) 현상이 일어나 큰 스러스트 단층이 형성되어 있다. 지브롤터 해협 동쪽의 알보란해에서는 대륙 충돌형 경계로 변한다. 모로코에서 일어나는 대부분의 지진은 이런 판 경계의 움직임과 관련이 있으며 판 경계와 가까운 모로코 북부에서 지진이 가장 많이 발생한다. 2004년에는 알호세이마에서는 규모 M6.3의 지진으로 628명이 사망하고 926명이 부상을 입었다. 1980년에는 이웃한 알제리에서 일어난 규모 M7.1의 지진으로 2,500명 이상이 사망했다.
아틀라스산맥은 모로코에서 튀니지까지 이어진 약 2,000 km 길이의 대륙산맥이다. 아틀라스산맥은 신생대 시기 충돌로 형성되었다. 산맥은 서쪽 끝 모로코에서 가장 높다. 모로코의 지진 활동은 모로코 북부와 알보란해에 집중되어 있다. 리프 지방 남쪽의 지진 활동은 드물지만 중앙아틀라스산맥, 고아틀라스산맥, 소아틀라스산맥에 퍼져서 가끔씩 지진이 발생한다. 사하라아틀라스산맥에서는 그보다 더욱 적게 일어나며 산맥 남쪽의 사하라 지역에서는 지진이 일어나지 않으며 동쪽의 알제리와 튀니지 지역에서도 지진이 가끔씩 발생한다. 그 전까지 아틀라스산맥에서 일어났던 가장 큰 규모의 지진은 규모 M5.8의 1960년 아가디르 지진이다. 아틀라스산맥의 지진은 주향이동단층, 아니면 스러스트형, 아니면 둘이 혼합된 사교단층형 지진의 양상을 보인다.

## 지진
마라케시사피 지진은 모로코 현대사에서 지진계를 통해 계측한 지진 중 가장 규모가 큰 지진으로 역사지진으로 따져도 규모 Mw6.5-7.0으로 추정되는 1755년 메크네스 지진과 규모가 비슷하다. 미국 지질조사국(USGS)에 따르면 깊이 26.3 km 지점에서 발생했으며 규모는 M6.8로 추정되었고, 모로코 지진 관측 기관은 깊이 8 km, 규모 M7.2로 추정했다. 전지구 센트로이드 모멘트 텐서(GCMT)에서는 지진의 규모를 M6.9로 추정했다. 유럽-지중해 지진학 센터(EMSC)에서는 포르투갈, 스페인, 모리타니, 알제리, 서사하라, 지브롤터 해협 연안에서도 지진의 흔들림을 느꼈다고 발표했다. 지진의 흔들림은 이집트의 지진 관측 시설에서도 관측되었다. 목격자들은 지진의 흔들림이 약 20초간 지속되었다고 말했다. 본진 발생 19분 후 규모 M4.9의 여진이 발생했다. 지진 발생 이틀 후인 9월 10일에는 규모 M4.5의 추가 여진이 발생했다.
지진의 발진기구 분석 결과 마라케시사피 지진은 고아틀라스산맥 아래에서 일어난 사교성 스러스트 단층형 지진으로 확인되었다. 단층 파열은 서북쪽을 축으로 하는 단층각도가 큰 사교성 역단층 혹은 동쪽을 주향축으로 하는 각도가 작은 사교성 역단층으로 추정되었다. 단층 파열 지역은 약 30 km x 20 km 넓이의 띠 형태이다. 고아틀라스산맥에는 동서 혹은 동북-서남쪽을 주향축으로 하는 주향이동단층과 스러스트 단층이 여러 개 존재한다. 1900년 이후 2023년 지진의 진원에서 500 km 이내에는 규모 M6.0의 지진이 발생한 적이 없었지만, 진원 동쪽에는 규모 M5대의 지진이 총 9차례 일어났다. 미국 지질조사국의 단층 파열 모델에 따르면 동-동북-서-서남쪽을 주향축으로, 북-서북쪽을 경사축으로 하는 스러스트 축으로 하는 단층에서 파열이 일어났다. 단층의 미끄러짐은 30 km x 30 km 넓이의 진원 인근 원 모양의 단층면에서 집중적으로 일어났다. 단층의 최대변위는 깊이 20-25 km 지점에서 약 1.7 m로 관측되었지만, 대부분의 미끄러짐은 10-35 km 사이에서 발생했으며 깊이 10 km 이하의 지표면과 가까운 곳에서는 단층이 거의 움직이지 않았다.

## 피해
지진으로 최소 2,946명이 사망했고 5,674명이 부상을 입었으며 이 중 1,404명이 중상자이다. 마라케시 남쪽 외곽 지역에서 집중적인 피해가 발생했다. 특히 대부분의 사망자가 알하우즈주와 타르단트주에서 발생했으며 두 주의 사망자수는 각각 1,293명과 452명이다. 우아르자자트에서 최소 41명이, 마라케시에서 최소 15명이 사망했다. 진앙 인근에 있던 프랑스인 관광객 1명이 지진 이후 심장마비로 사망하기도 했다. 지진으로 프랑스인 8명과 미국인 수 명이 부상을 입었다. 물라이브라힘에서는 여러 건물이 무너져서 자원봉사자들이 구조를 시도했다. 이 마을에서 12명 이상의 부상자가 발생했다. 또한 지진으로 585개 학교가 피해를 받아 교사 7명이 사망하고 39명이 부상을 입었다.
마르케시 구시가지에 있는 오래된 주택과 마르케시 성벽이 붕괴되어 붕괴된 주택에 여러 가족이 갇히는 일이 발생했다. 자마엘프나에서는 카라부시 모스크의 미나레트와 벽 일부가 붕괴되어 아래에 주차되어 있던 차를 깔아뭉갰다. 쿠투비아 모스크도 지진으로 피해를 입었다. 12세기에 건축된 유네스코 세계유산인 마라케시 메디나(구시가지)의 여러 건물도 지진으로 붕괴되었다. 또한 지진으로 정전이 발생해 모로코 중부 지역의 인터넷 접속이 끊겼다. 12세기에 지어진 사적인 틴멜 모스크도 지진으로 큰 피해를 입어 탑 전체가 붕괴되고 벽 일부분이 무너졌다.
모로코 내무부는 대부분의 피해가 도시나 마을에서 떨어진 외곽 시골 지역에 집중되었다고 발표했다. 진앙지 인그인 고아틀라스산맥에서는 모로코의 공영 텔레비전 방송인 알아울라에서 수많은 건물이 붕괴되었다고 보도했다. 진앙 바로 옆에 있는 마을인 알하우즈에서는 마을에서 집이 무너져 수많은 주민이 잔해에 갇혔다고 보도되었다. 비슷하게 진앙 인근의 마을인 아미즈미즈에서는 구조대원이 손으로 잔해를 파해치는 중이라고 보도했다. 소방관과 군인 20명이 집의 잔해를 치워가며 구조중이며 최소 2구 이상의 시신을 수습했다고 발표했다. 마자트 마을에서는 마을의 전통가옥 90채 이상이 붕괴되었으며 수십 명의 주민이 사망했다. 아스니 마을에서는 마을 내 주택의 90% 이상이 붕괴되었다. 진앙 인근의 여러 마을과 부락에서 마을 내 주택 일부 혹은 마을 전체가 붕괴되는 일이 잇다랐다. 또한 지진으로 전기와 도로가 끊긴 지역도 있었다. 에사우이라에서는 마을의 여러 담장이 붕괴되는 사고가 발생했다.
테페가흐테 마을, 아다실, 임릴 마을과 투브칼산 인근의 여러 마을은 지진으로 완전히 파괴되었거나 심각한 피해를 입었으며, 특히 이주카크 마을에서만 주택 200채 이상이 붕괴되었다. 테페가흐테 마을에서는 마을 주민 200명 중 90명이 사망했고, 남은 주민 대다수도 실종 상태이다. 아가디르 외곽의 타치와 타드라르트 마을도 수많은 집이 붕괴되었다. 타루단트 마을에서는 지진으로 200명 이상이 사망했다. 도시에서 역사가 깊은 구시가지와 문화재 지역이 심한 피해를 입었다. 우이르가네 계곡에 있는 여러 고립된 마을은 지진 발생 이틀 후에도 통신과 전기가 끊겨 소식이 제대로 전해지지 않고 있다. 모로코의 텔레비전 방송에서는 알하우즈 지역에서만 18,000 가구 넘게 지진 피해를 입었다고 보도되었다.

마라케시와 물라이브라힘의 지진 피해 모습
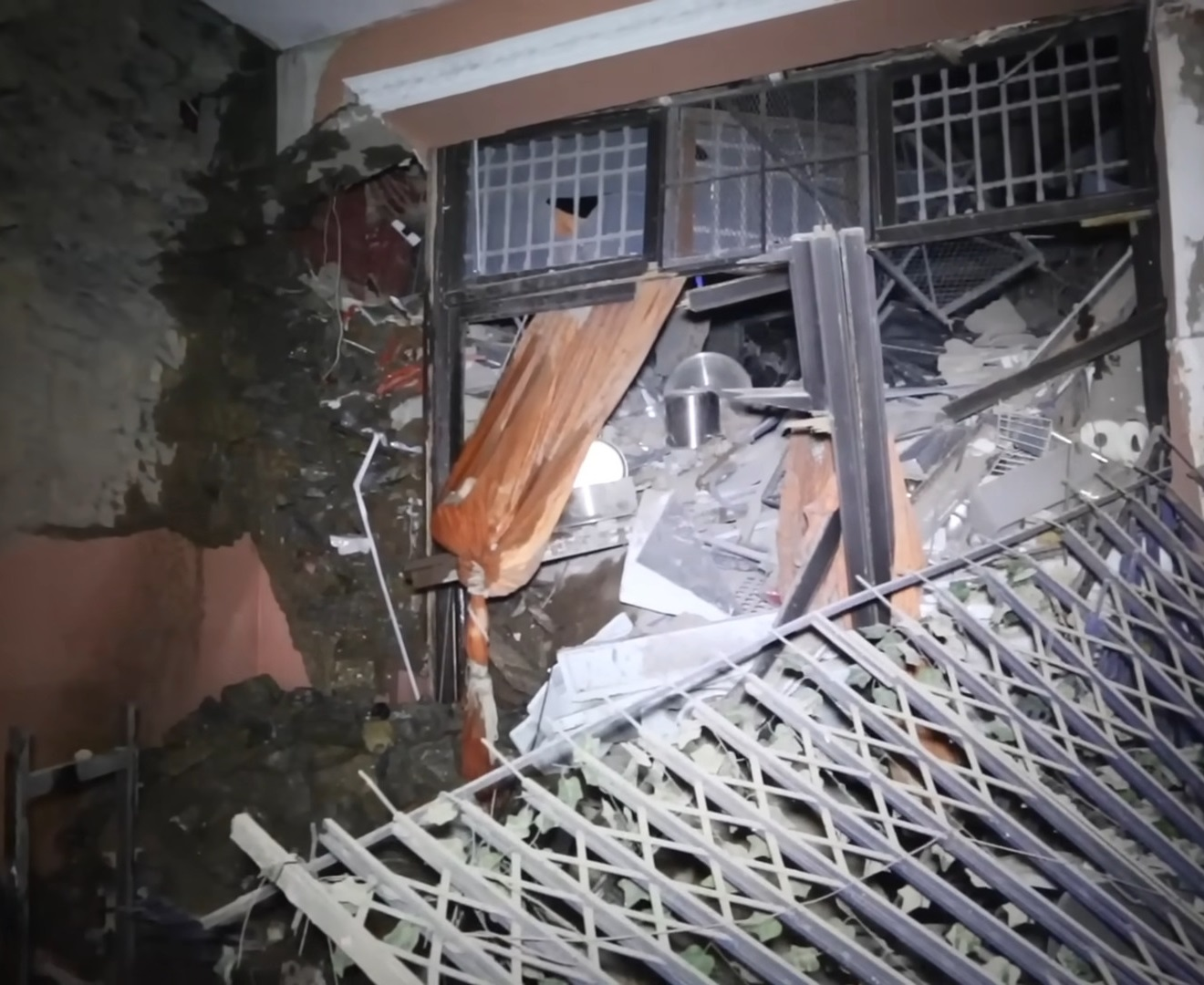
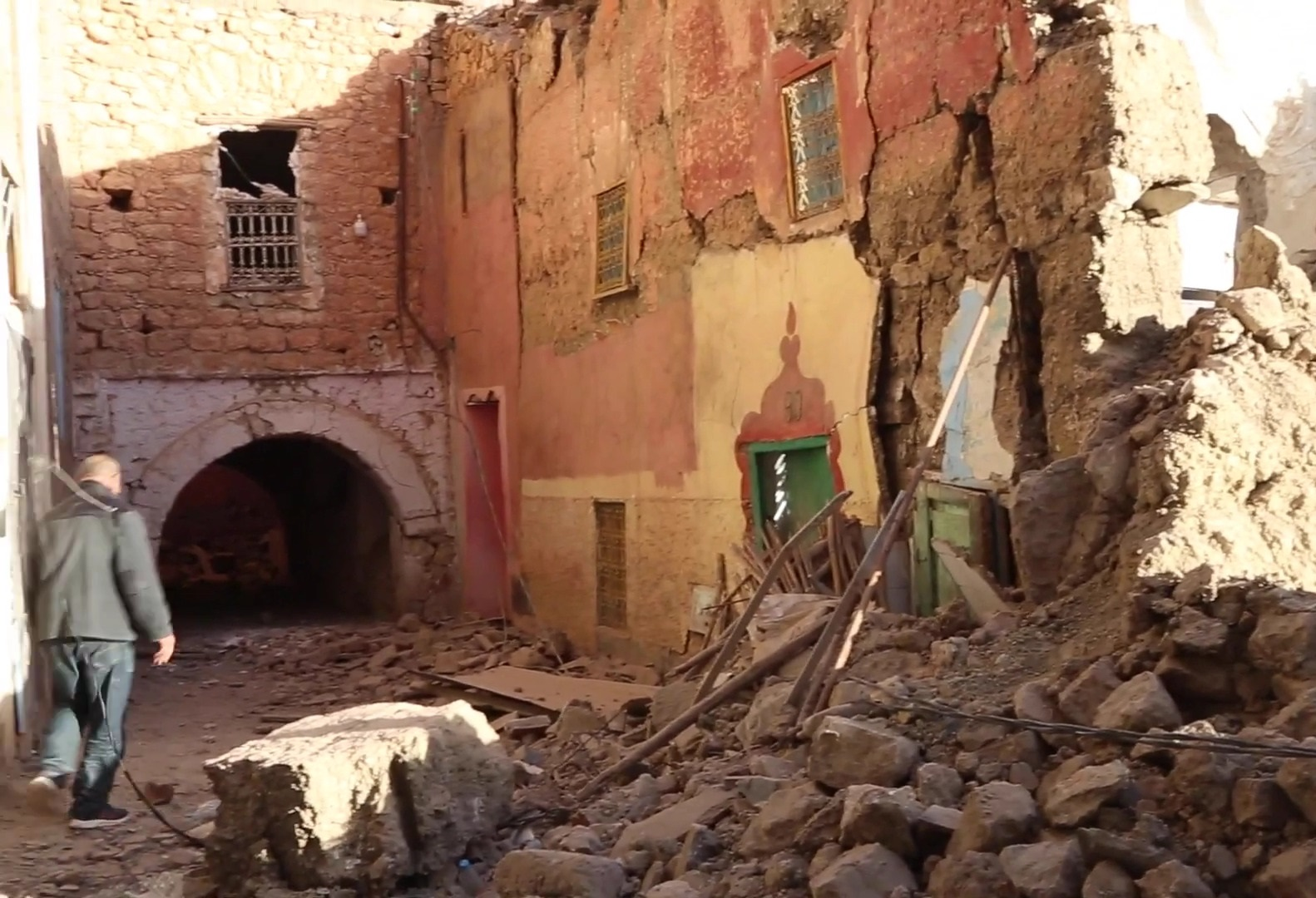
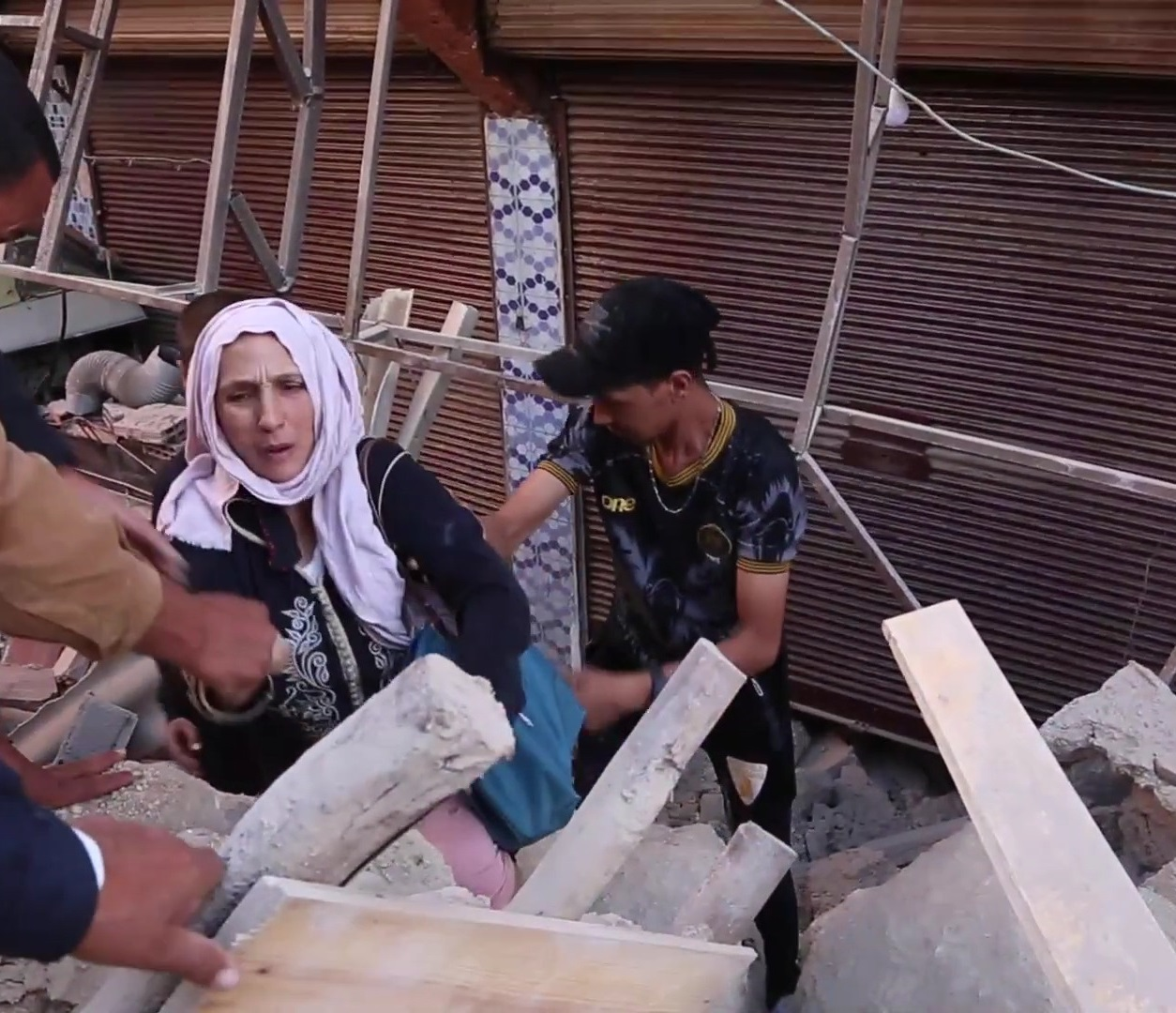
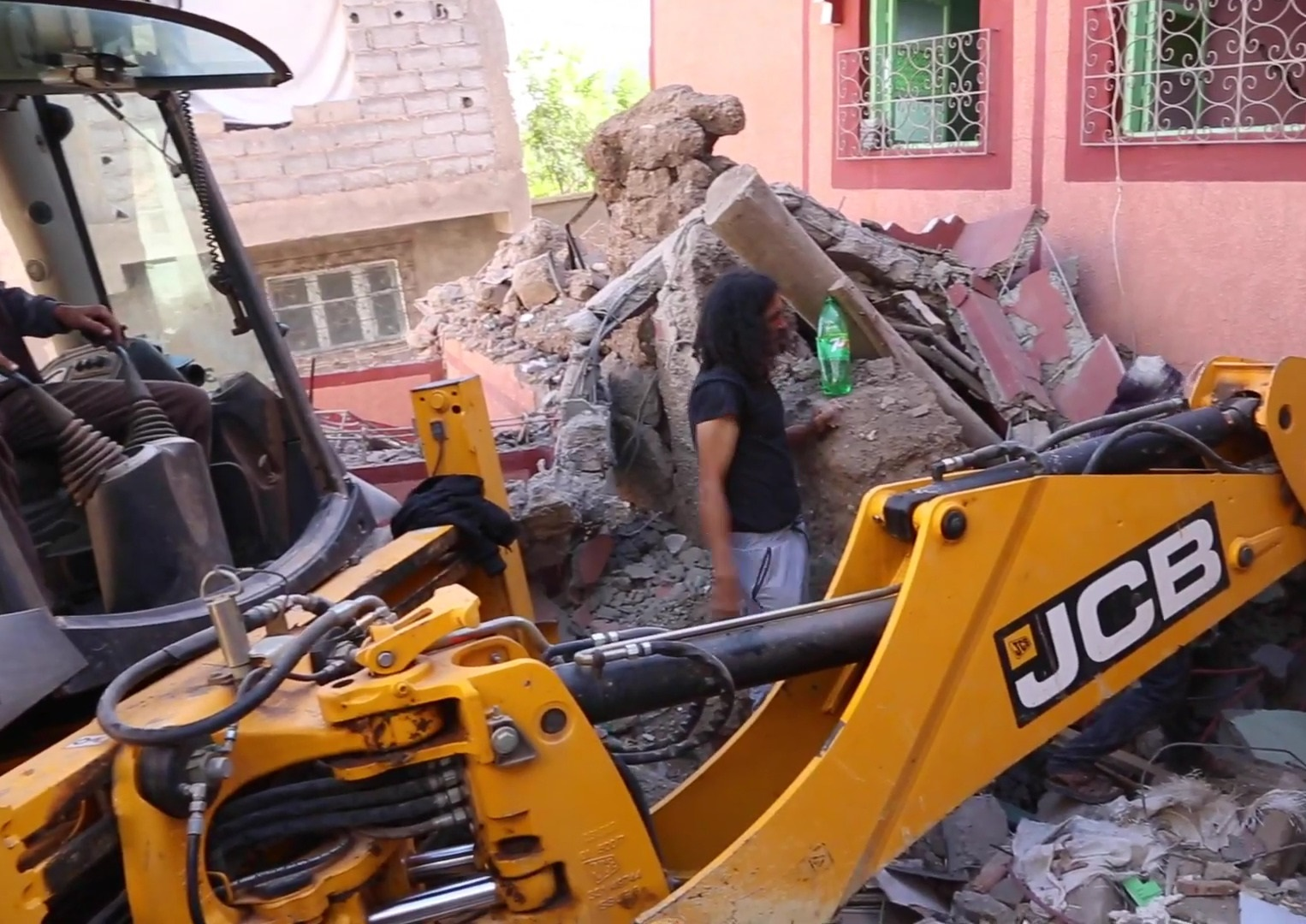
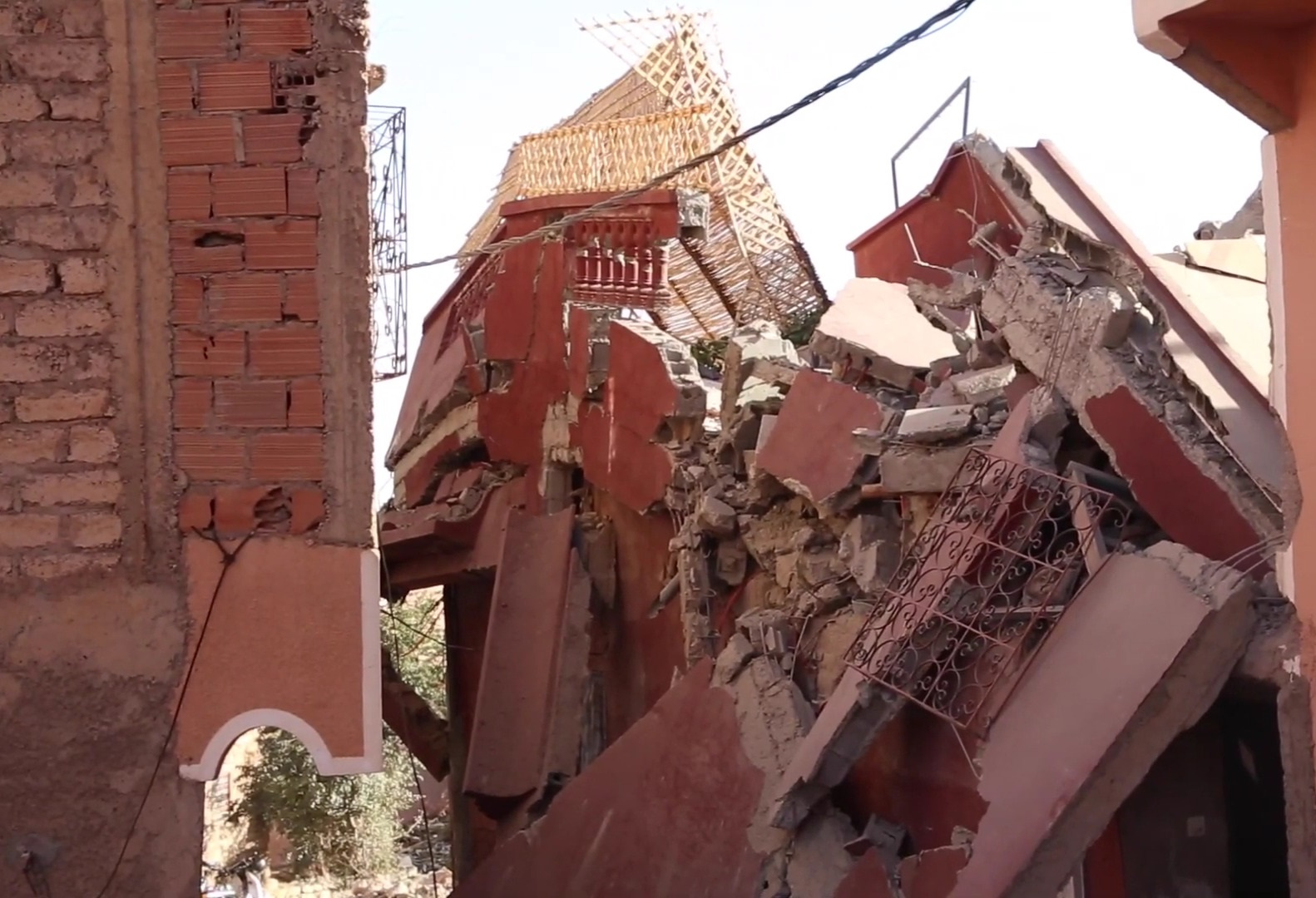

## 여파
마라케시 주민들은 중장비가 없어 손으로 잔해를 파냈다. 수많은 주민들이 여진 우려로 밖에서 남아있었다. 소셜 미디어(SNS)에는 쇼핑 센터, 레스토랑, 아파트에서 주민들이 대피하는 영상이 업로드되었다. 도시 주민 대부분이 지진 이후 이틀밤을 야외에서 보냈다. 또한 로터리, 주차장, 광장에 사람이 가득 찼다. 모로코의 국왕 무함마드 6세가 상점 운영을 계속하라고 권고하면서 도시 내 일부 상점은 9월 10일부터 영업을 재개했다. 진앙에서 북쪽으로 약 350 km 떨어진 모로코의 수도인 라바트와 서쪽 끝의 해안도시인 임수아네에서도 지진의 흔들림으로 집을 뛰쳐나간 사람들이 있었다.
모로코 내무부 국장은 공무원과 안보국에서 원조물자를 보급하고 피해를 확인하기 위해 자원을 모으는 중이라고 말했다. 모로코 왕립군도 최악의 지진피해를 받은 지역으로 향하는 주요 도로 중 하나를 정리해 사람들에게 필수적인 물자가 전달될 수 있도록 지원했다. 살레 도시에서는 담요, 임시 침대, 전등 등을 담은 트럭이 피해 지역을 향해 출발했다. 세미트레일러도 동원되어 피해 지역에 물품을 운반했다. 모로코의 지역 언론인 2M에서는 비포장 도로를 따라 이동하는 긴급 차량의 영상이 보도되었다. 하지만 산악 지역을 횡단하는 도로가 지진으로 차량이랑 낙석에 막히면서 구조 임무가 일시적으로 중단되었다. 알하우즈주에서는 구급차와 지원 물자가 피해 지역까지 갈 수 있도록 도로의 낙석을 제거하는 작업이 먼저 이루어졌다. 아틀라스산맥을 횡단하는 고속도로는 구급차, 택시, 적십자 소속 차량으로 혼잡한 가운데 부상자 치료에도 사용되었으며 중상자는 마라케시의 병원으로 이송되었다. 접근하기 힘든 외딴 지역에서는 모로코 왕립군 소속 헬리콥터를 이용해 기본적인 물자를 공급했다.
마라케시의 병원에는 입원한 부상자가 급증했다. 마라케시 외곽의 부상자도 치료를 받기 위해 도시로 몰려들기 시작했다. 이 때문에 도시 주민들에게 헌혈을 해 달라는 호소문이 돌아다녔다. 9월 9일 아침에는 관광객을 포함한 약 200명이 헌혈을 위해 마라케시의 병원을 찾아왔다. 헌혈한 사람들 중에는 모로코 축구 국가대표팀 소속 선수도 있었다. 이 덕분에 헌혈 요청 이후 하루만에 약 6천 팩의 혈액팩을 모을 수 있었다. 마라케시에서는 피해 분석 결과 타 지역에 비해 큰 피해를 입진 않은 것으로 확인되었다.
모로코의 국왕인 무함마드 6세는 지진 피해 지역의 원조를 위해 모로코 왕립 육군을 여러 도시에 배치하기로 결정했다. 또한 국왕은 3일간 국가 애도의 날을 선포하고 생존자에게 지원하기 위해 구호위원회를 수립했으며 기부를 위한 특별계좌를 개설하도록 명령했다. 육군은 물라이브라힘에 야전병원을 세웠다. 구조요원은 중장비를 동원하여 잔해 속에서 생존자와 시신을 수습했다. 마을의 생존자들은 사망자를 묻기 위해 언덕에 무덤을 파기 시작했다. 또한 노숙자를 수용하기 위해 마을에 큰 텐트가 세워졌다. 마라케시메나라 공항은 정상적으로 영업했지만 9월 9일 운항하기로 예정된 브뤼셀과 프랑스 보베에서 마라케시로 향하는 라이언에어 항공 2개편은 운항이 취소되었다. 또한 영국항공은 송환을 요청하는 영국 국민을 위해 마라케시행 항공기를 더 큰 광동체 항공기로 운항했다.
적십자사는 피해 복구에 수 년이 걸릴 수 있다고 말했으며, 외딴 산맥에 있던 진앙 인근의 여러 마을은 아에 평탄화되거나 접근 자체가 불가능해졌으며 북쪽으로 향하는 철도, 도로, 병원과 같은 인프라가 극히 부족하여 구호 활동도 지장을 받고 있다.

## 반응

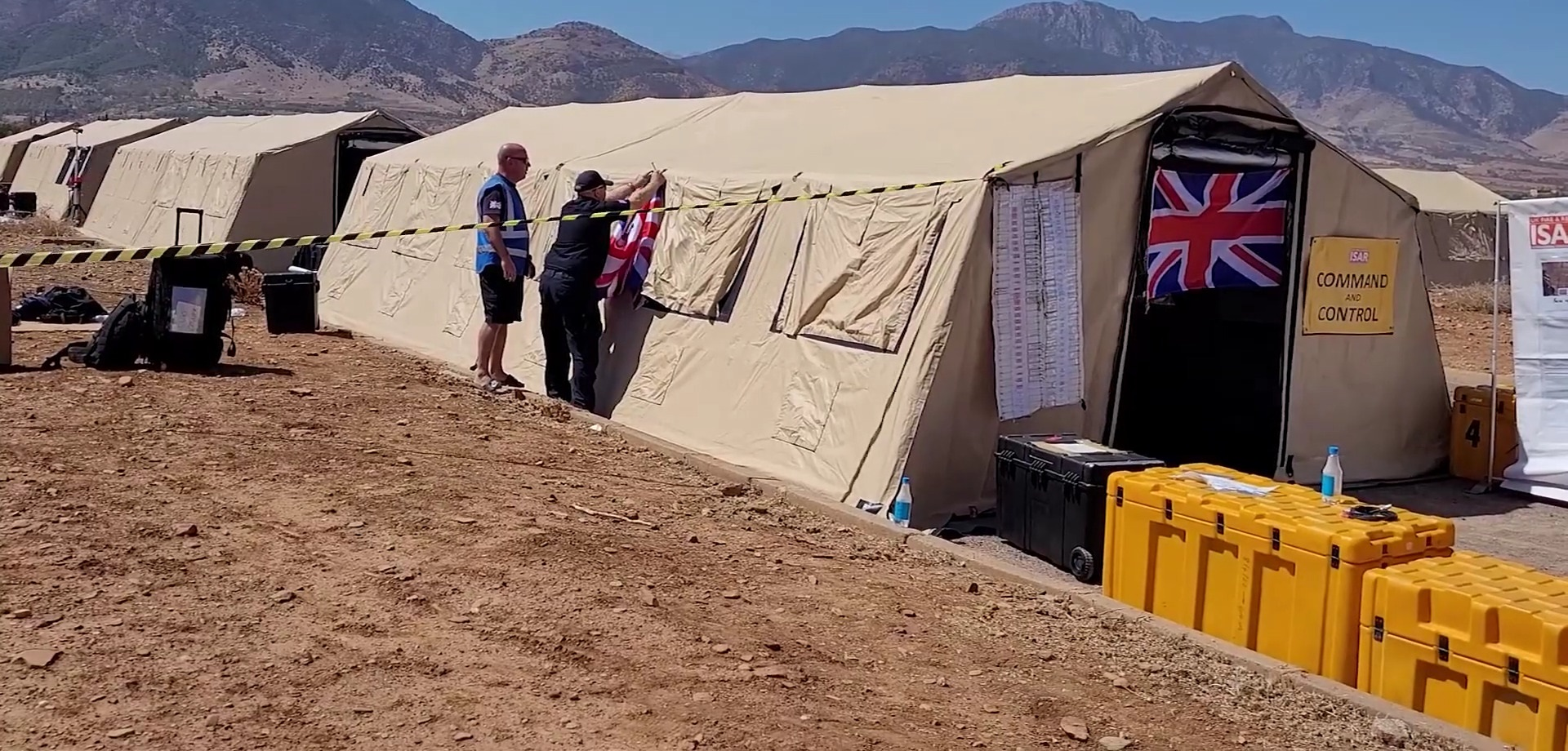
해당 지진 당시 영국의 원조 텐트 모습.

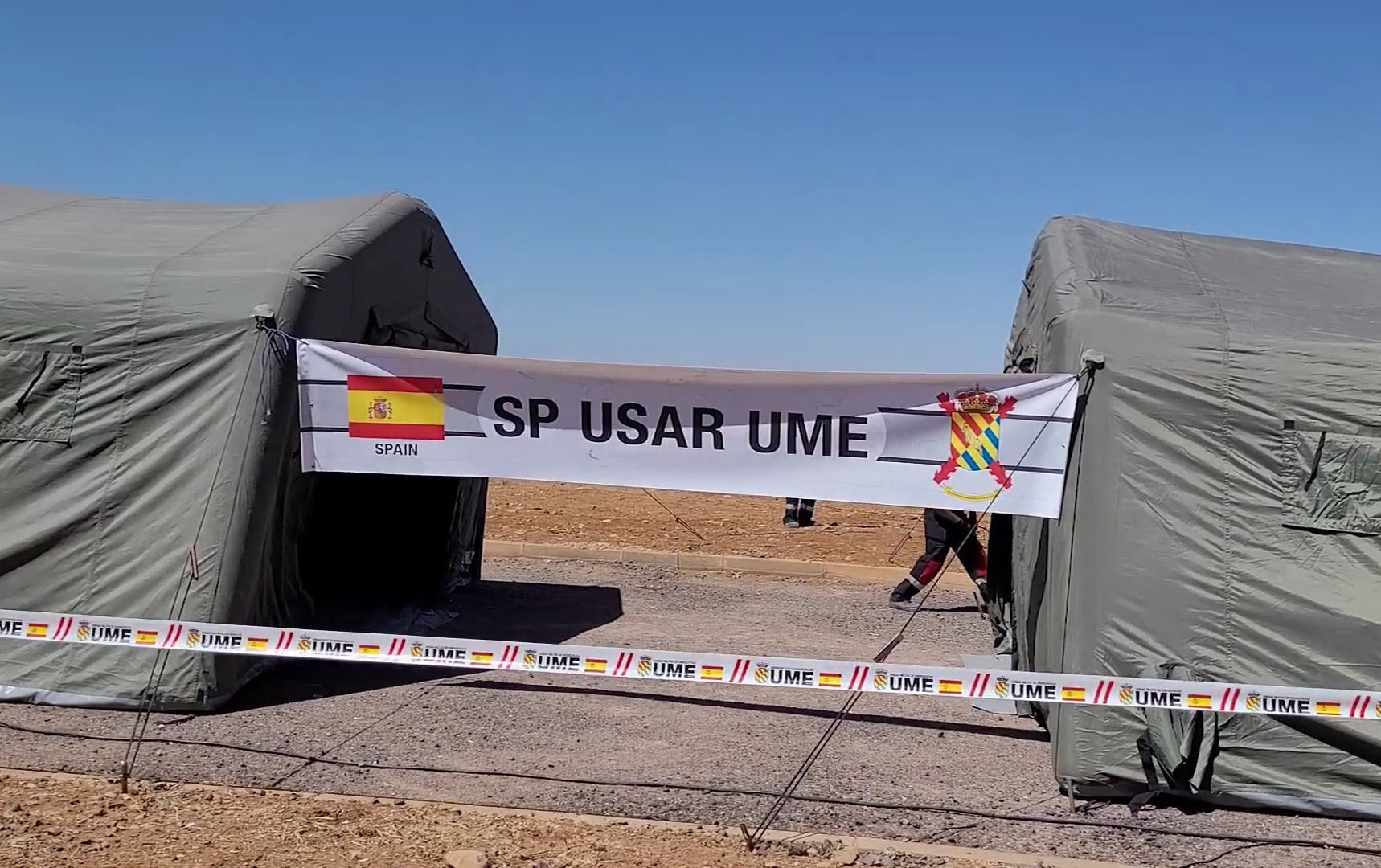
해당 지진 당시 스페인의 원조 텐트 모습.

스페인, 인도, 알제리, 아르헨티나, 프랑스, 이란, 이스라엘, 포르투갈, 파키스탄, 루마니아, 대만, 태국, 오만, 튀르키예, 쿠웨이트, 영국, 미국, 유럽연합, 유엔에서 모로코에게 지원이나 원조를 제공하겠다고 제안했다. 네덜란드는 1천만 유로의 긴급 자금 지원을 발표했다. 세계 각국의 여러 지도자들도 애도의 메세지를 보냈다.
국왕이 공식 발표를 하는 데 지진 발생 후 18시간이 지나서나 이루어지자 사회적으로 비판을 받았다. 또한 정부의 공식적인 지원 요청이 지연되고 더 이상의 외부 지원도 계속되지 않는다는 비판도 이루어졌다. 공식 지원 요청을 받지 못해 대기중인 국제 구호 단체 사이에서도 불만이 커졌다. 모로코 정부는 공식적으로 대외 지원 요청을 하진 않았지만 카타르, 스페인, 아랍에미리트, 영국의 지원 요청은 받아들였다. 정부 관료는 "조정 부족으로 비생산적인 원조가 이뤄질 수 있어" 4개국의 지원만 받아들였다고 말했다. 또한 또 다른 필요가 있다면 정부는 다른 지원도 받아들일 것이라고 말했다.
마라케시의 자매도시인 프랑스 마르세유의 시장 브노이트 파양은 구조 작업을 돕기 위해 모로코로 소방관을 파견하겠다고 발표했다. 일드프랑스의 지역 의회 의장인 발레리 페크레스는 $535,000의 원조를 보냈다. 모로코 주재 프랑스 대사관은 위기 대응 핫라인을 개설했다. 니스에서는 구조대가 파견되었으며 프랑스 전역에서 2백만 유로 이상의 원조가 보내졌다.
이스라엘의 총리인 베냐민 네타냐후와 요르단의 국왕 압둘라 2세도 모로코에 원조를 보냈으며, 아랍에미리트의 대통령 무함마드 빈 자이드 알 나하얀은 구호 물자와 기타 지원을 위한 항공로 개설을 명령했고 뒤이어 사우디아라비아도 항공로를 통한 원조 지원을 시작했다. 오만의 술탄 하이탐 빈 타리크 알사이드는 9월 10일 모로코로 구조대와 의료 지원을 파견하라는 명령을 내렸다.
알제리는 2021년 국교단절 이후 처음으로 인도적 지원의 용이함을 위해 영공을 모로코에 개방했다. 다음 날에는 알제리가 80명의 전문 시민보호개입대 파견을 제안했다. 스페인은 군응급부대, 기타 원조기관, 라바트의 스페인 대사관의 처분을 모로코에게 맡겼다. 또한 모로코 정부가 양자 간 호소를 부탁하자 군인 86명과 수색견 8마리를 태운 스페인 공군 및 항공군 소속 항공기 2기가 마라케시로 향했다. 체코는 모로코 정부의 공식 요청을 받자 의사 9명을 포함한 약 70명의 구조대를 파견할 준비가 되었다고 발표했다. 체코의 국방부 장관인 야나 체르노호바는 군용기 3기가 구호대를 수송할 준비가 되었다고 발표했다.
유엔훈련조사연구소(UNITAR)가 국제 적십자사·적신월사 연맹(IFRC)를 대신해 국제 '우주 및 주요재난' 헌장을 발효해 광범위한 인도주의작 인공위성 수색 자원을 제공했다. 9월 9일에는 튀니지에서 보낸 50명의 구급대원이 모로코에 도착했다. 튀니지 구호팀은 수색견, 열화상 장치, 드론, 야전병원도 함께 지원했다. 또한 카타르에서 보낸 구호팀이 9월 11일 모로코에 도착했다.
아프리카 축구 연맹은 9월 9일 아가디르에서 열릴 예정이었던 2023년 아프리카 네이션스컵 모로코 대 라이베리아 경기를 연기했다. 하지만 9월 10일 마라케시에서 열릴 예정이었던 콩고 공화국 대 감비아 경기는 그대로 개최되었다. 유럽 축구 연맹(UEFA)은 9월 21일까지 모든 클럽 및 국가대항전에서 희생자 묵념식을 치르겠다고 발표했다.

## 같이 보기
- 모로코의 지진 목록
- 2023년 지진
- 폭풍 다니엘 - 동시기 북아프리카에서 발생한 대형 폭풍